# Affoltern am Albis
Affoltern am Albis (toponimo tedesco) è un comune svizzero di 11 900 abitanti del Canton Zurigo, nel distretto di Affoltern del quale è capoluogo; ha lo status di città.

## Geografia fisica
Il paese sorge nella zona della catena collinare dell'Albis.

## Monumenti e luoghi d'interesse

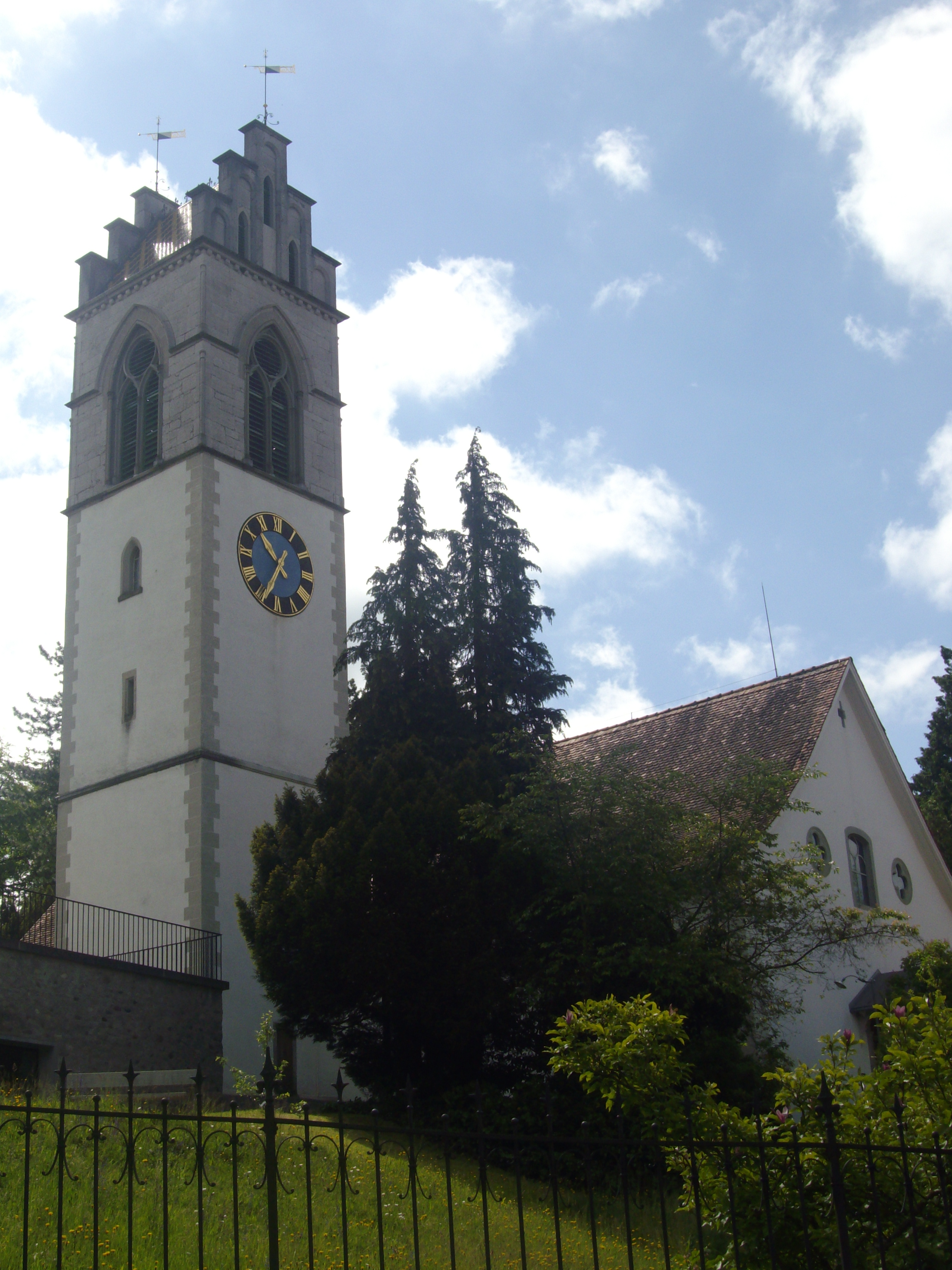
La chiesa riformata

- Chiesa riformata, eretta nel XIII-XIV secolo e ricostruita nel 1500 circa[1].

## Società

### Evoluzione demografica
L'evoluzione demografica è riportata nella seguente tabella:
Abitanti censiti

## Infrastrutture e trasporti

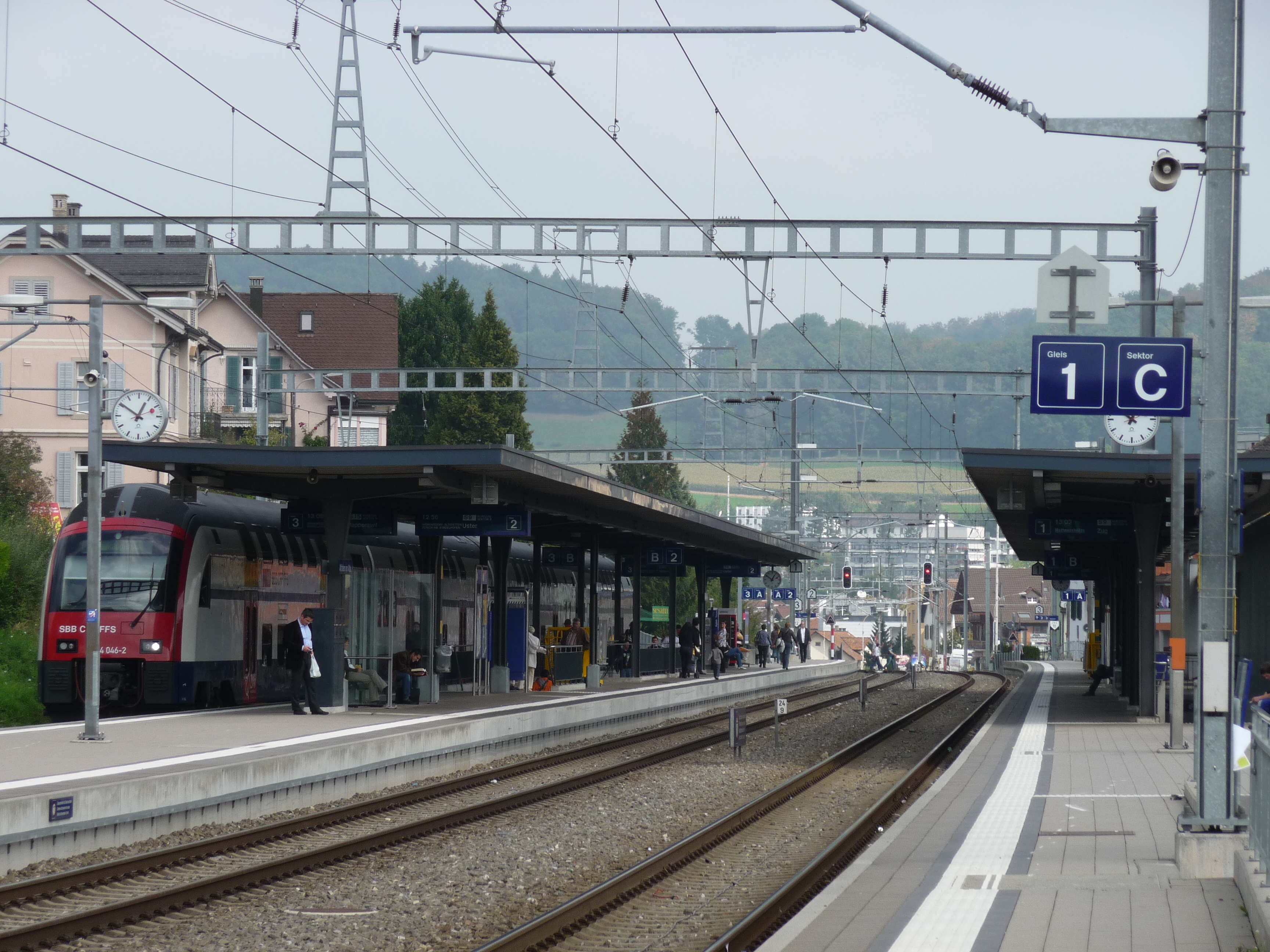
La stazione di Affoltern am Albis

Affoltern am Albis è servito dall'omonima stazione sulla ferrovia Zurigo-Zugo.

## Amministrazione
Ogni famiglia originaria del luogo fa parte del cosiddetto comune patriziale e ha la responsabilità della manutenzione di ogni bene ricadente all'interno dei confini del comune.